# Two Rivers (Alaska)
Two Rivers – jednostka osadnicza w Stanach Zjednoczonych, w stanie Alaska, w okręgu Fairbanks North Star.